# 品味突吻魚
品味突吻魚（学名：Varicorhinus pungweensis）为輻鰭魚綱鯉形目鲤科的其中一種，分布於非洲辛巴威、莫三比克的Pungwe-Buzi河流域，體長可達18公分，喜棲息在冰冷清澈的高山溪流，以岩石上的藻類及昆蟲為食，可做為食用魚。

## 扩展阅读
維基物種上的相關：品味突吻魚